# HMS Prince of Wales (53)
Pour les autres navires du même nom, voir HMS Prince of Wales.
Le HMS Prince of Wales (pennant number 53), septième navire portant ce nom, est un cuirassé de classe King George V (1939) de la Royal Navy coulé en même temps que le croiseur de bataille HMS Repulse par les avions de l'empire du Japon le long des côtes de Kuantan (mer de Chine méridionale), le 10 décembre 1941, dans les premiers jours de la bataille de Malaisie.

## Construction
Au lendemain de la Première Guerre mondiale, le traité naval de Washington est rédigé en 1922 dans le but d'arrêter une course aux armements entre la Grande-Bretagne, le Japon, la France, l'Italie et les États-Unis. Ce traité limitait le nombre de navires que chaque nation était autorisée à construire et plafonnait le tonnage de tous les navires capitaux à 35 000 tonnes. Ces restrictions ont été étendues en 1930 par le traité naval de Londres, cependant, au milieu des années 1930, le Japon et l'Italie s'étaient retirés de ces deux traités, et les Britanniques se sont inquiétés du manque de cuirassés modernes au sein de leur marine. En conséquence, l'Amirauté ordonna la construction d'une nouvelle classe de cuirassés : la classe King George V. En raison des dispositions du traité naval de Washington et du traité de Londres, qui étaient tous deux encore en vigueur lors de la conception des King George V, l'armement principal de la classe était limité aux canons de 14 pouces (356 mm). Ils étaient les seuls cuirassés construits à cette époque à adhérer au traité, et même s'il est vite devenu évident pour les Britanniques que les autres signataires du traité ignoraient ses exigences, il était trop tard pour changer la conception de la classe avant qu'ils ne soient achevés en 1937.
Le Prince of Wales s'appelait à l'origine le King Edward VIII, mais lors de l'abdication d'Edward VIII, le navire a été renommé avant même d'avoir été mis à l'eau. Cette mise à l'eau s'est produite au chantier naval de Cammell Laird à Birkenhead le 1er janvier 1937, bien que ce n'est que le 3 mai 1939 qu'il ait été lancé. Il était encore en train de s'équiper lorsque la guerre a été déclarée en septembre, ce qui a accéléré son calendrier de construction et celui de son sister-ship, le King George V. Néanmoins, la livraison tardive des supports de canons a causé des retards dans son équipement.
Début août 1940, alors qu'il était encore en armement et en voie d'achèvement, le Prince of Wales fut attaqué par des avions allemands. Une bombe tomba entre le navire et la muraille du bassin, manquant de peu une grue de quai de 100 tonnes, et explosa dans l'eau sous la quille. L'explosion eut lieu à environ 6 pieds sur bâbord à proximité du groupe arrière des tourelles de 5,25 pouces. Un flambage du bordé extérieur se produisit sur une distance de 20 à 30 pieds (9,1 mètres), arrachant des rivets  et d'importantes voies d'eau se produisirent dans les mailles vides bâbord de la zone endommagée, provoquant une bande à bâbord de 10°. La voie d'eau était grave, car les derniers essais d'étanchéité du compartimentage n'avaient pas encore été effectués et les systèmes de lutte contre les voies d'eau n'étaient pas encore opérationnels.
La voie d'eau fut épuisée par une compagnie de pompiers locale et les équipes du chantier naval, et le Prince of Wales fut ensuite mis en cale sèche pour des réparations. Ces dommages, conjointement avec le problème de livraison de ses principaux canons et tourelles, retardèrent son achèvement. Au fur et à mesure que la guerre progressait, il y avait un besoin urgent de bâtiments de premier rang, et son achèvement fut donc avancé en reportant les essais d'étanchéité des compartiments, les essais de ventilation et les essais des pompes de cale, de ballast et de mazout.

## Conception

### Caractéristiques techniques
- Type: cuirassé
- Longueur: 227,11 m (745 pieds)
- Largeur: 31,40 m (103 pieds)
- Tirant d'eau: 8,80 m (29 pieds)
- Déplacement 36 727 tonnes longues (37 300 t) et 43 786 tonnes longues (44 500 t) à pleine charge.

Fortement blindé, disposant d'une ceinture cuirassée très élevée, le navire était équipé d'une cloison interne, située à 3,30 m sous la coque, destinée à éliminer les effets des torpilles. La masse totale des blindages représentait 14 000 tonnes.
Il était propulsé par des turbines à vapeur à engrenages Parsons, entraînant quatre arbres d'hélice. La vapeur était fournie par huit chaudières Admiralty qui délivraient normalement 100 000 chevaux-vapeur (75 000 kW), mais pouvaient fournir 110 000 ch. (82 000 kW) en cas d'urgence. Cela donnait une vitesse maximale de 28 nœuds (52 km/h). Le navire transportait 3 542 tonnes longues (3 600 t.) de fioul. Il transportait également 180 tonnes longues (200 t) de gazole, 256 tonnes longues (300 t) d'eau d'alimentation de réserve et 444 tonnes longues (500 t) d'eau douce. Au cours des essais à pleine puissance, le 31 mars 1941, le Prince of Wales avec un déplacement de 42 100 tonnes atteint 28 nœuds avec 111 600 ch. à 228 tr/min et une consommation de carburant spécifique de 0,73 lb par cheval. Le Prince of Wales avait une autonomie de 3 100 milles marins (5 700 km) à 27 nœuds (50 km/h).

### Armement

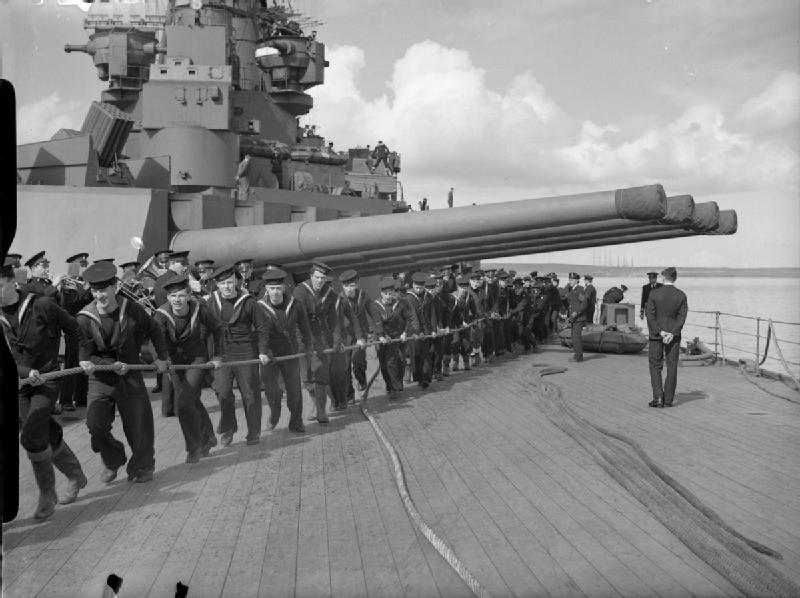
les quatre canons de 14 pouces de la tourelle « Y » à bord du HMS Prince of Wales

L’armement principal du navire se composait de :
- 10 canons de 14 pouces BL Mk VII (356 mm) répartis en une tourelle « B » quadruple Mark III et une tourelle « A » double Mark II superposée à l'avant et une tourelle « Y » quadruple Mark III à l'arrière. Les canons pouvaient être élevés de 40 degrés à -3 degrés. Les arcs de tir étaient les suivants : tourelle « A », 286 degrés ; tourelle "B", 270 degrés; tourelle "Y", 270 degrés. L'entraînement est hydraulique, avec des taux de deux degrés par seconde en élévation et huit degrés par seconde en gisement. Une bordée d'arme pleine pesait 15 950 livres (7 230 kg) et une salve pouvait être tirée toutes les 40 secondes.
- 16 canons Mk I de 133,5 mm (5,25 pouces QF) à double usage, anti-navires, et antiaériens éloignés. Ils sont montés dans huit supports doubles, pesant 81 tonnes chacun. La portée maximale des canons Mk I était de 24 070 yards (22 009,6 m) à une élévation de 45 degrés, le plafond anti-aérien était de 49 000 pieds (14 935,2 m). Les canons pouvaient être élevés de 70 degrés et enfoncés de 5 degrés. La cadence de tir normale était de dix à douze coups par minute, mais en pratique, les canons ne pouvaient tirer que sept à huit coups par minute.
- 32 canons AA de 40 mm QF "pom-pom" .
- 80 projecteurs UP (Unrotated Projectile), des armes anti-aériennes à courte portée utilisées au début de la Seconde Guerre mondiale par la Royal Navy puis retirés après la destruction du HMS Hood.

## Histoire

### L'opération Rheinübung et la bataille du détroit de Danemark

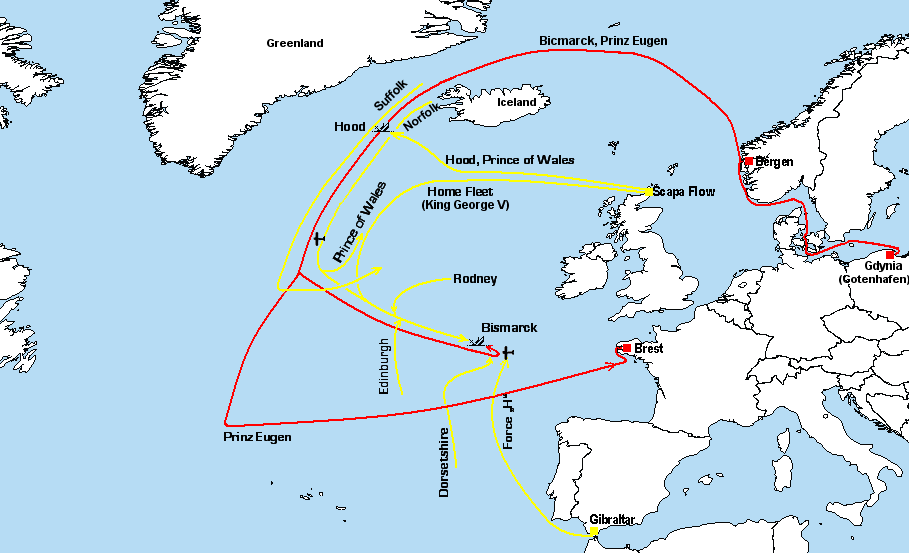
Carte de la bataille du détroit de Danemark

En mai 1941, le Prince of Wales participe avec le HMS Hood à l'interception du cuirassé allemand Bismarck et du croiseur lourd Prinz Eugen. Le Hood sera coulé et le Prince of Wales endommagé, mais ce dernier a continué de suivre les navires allemands, signalant leur position. Il a néanmoins porté un coup qui se révélera indirectement fatal au Bismarck, entraînant la perte d'une quantité importante de mazout, ce qui conduit ce dernier à essayer de regagner Brest et entraînant sa perte face aux cuirassées britanniques HMS King George V, HMS Rodney et aux bombardiers-torpilleurs du porte-avions HMS Ark Royal de la Force H.

### Conférence de l'Atlantique

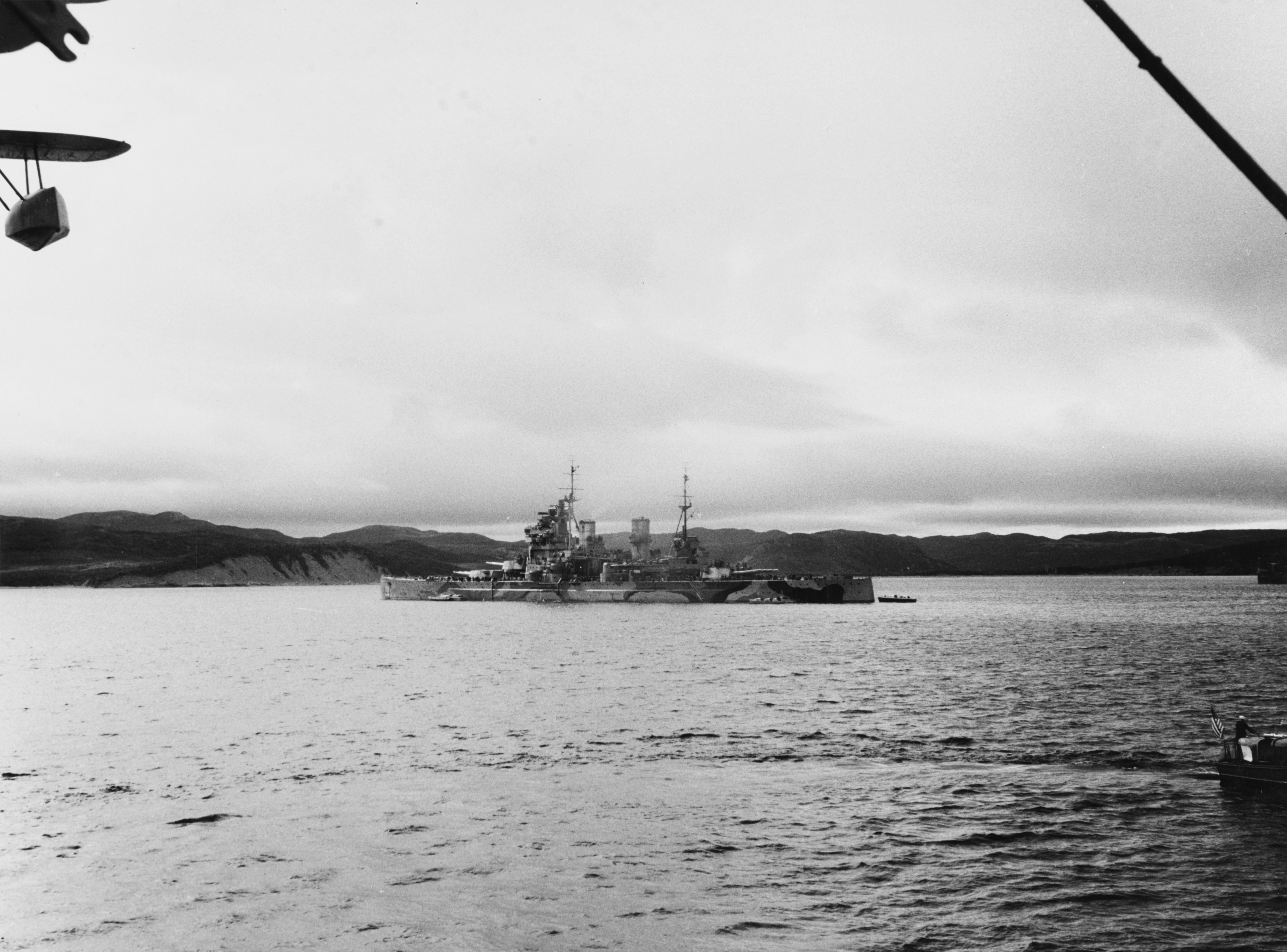
Le Prince of Wales à l'ancre, entre le 10 et le 12 août 1941 à Terre-Neuve.

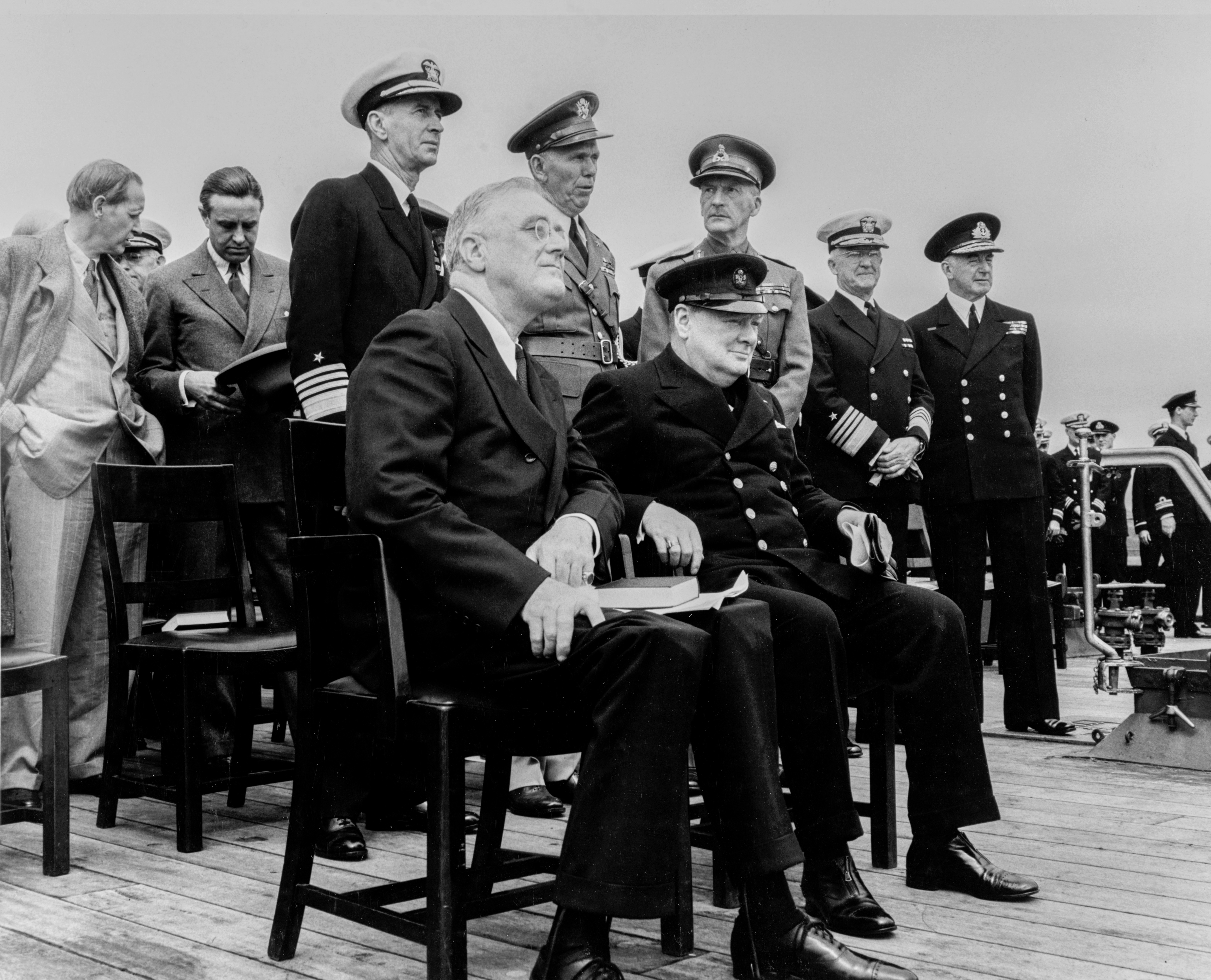
Churchill et Roosevelt lors du service religieux, à bord du Prince of Wales. Au deuxième rang (debout) l'Amiral King, chef des opérations navales de l'US Navy.

Après des réparations effectuées à Rosyth, le Prince of Wales a transporté le premier ministre Winston Churchill de l'autre côté de l'Atlantique pour une conférence secrète avec le président américain Franklin D. Roosevelt. Le 5 août 1941, Roosevelt monta à bord du croiseur USS Augusta depuis le yacht présidentiel Potomac. L'Augusta, avec le croiseur USS Tuscaloosa et cinq destroyers, s'est rendu du Massachusetts à la Base navale Argentia arrivant le 7 août tandis que le yacht présidentiel jouait un rôle de leurre en continuant à naviguer dans les eaux de la Nouvelle-Angleterre comme si le président était toujours à bord. Le 9 août, Churchill arriva dans la Baie de Plaisance à bord du Prince of Wales, escorté par les destroyers HMS Ripley, NCSM Assiniboine et NCSM Restigouche. Dans la baie de Plaisance, à Terre-Neuve, Roosevelt a été transféré sur le destroyer USS McDougal pour rencontrer Churchill à bord du Prince of Wales. La conférence s'est poursuivie du 10 au 12 août à bord de l'Augusta et, à la fin de la conférence, la Charte de l'Atlantique a été proclamée. Après la déclaration de la charte, le Prince of Wales est revenu à Scapa Flow le 18 août.

### Service en méditerranée
En septembre 1941, le Prince of Wales est affecté à la Force H, en Méditerranée. Le 24 septembre, le Prince of Wales faisait partie du groupe II, dirigé par le vice-amiral Alban Curteis et composé des cuirassés HMS Prince of Wales et HMS Rodney, des croiseurs HMS Kenya, HMS Edinburgh, HMS Sheffield et HMS Euryalus', et de douze destroyers. La force a fourni une escorte pour l'opération Halberd, un convoi de ravitaillement de Gibraltar à Malte. Le 27 septembre, le convoi a été attaqué par des avions de la Regia Aeronautica, le Prince of Wales en abattant plusieurs avec ses canons de 5,25 pouces (133 mm). Plus tard dans la journée, des rapports signalaient que des unités de la flotte italienne approchaient. Le Prince of Wales, le cuirassé Rodney et le porte-avions Ark Royal ont été envoyés pour interception, mais la recherche s'est avérée infructueuse. Le convoi est arrivé à Malte sans autre incident, et le Prince of Wales est retourné à Gibraltar, avant de se diriger vers Scapa Flow, où il est arrivé le 6 octobre.

### La dernière bataille

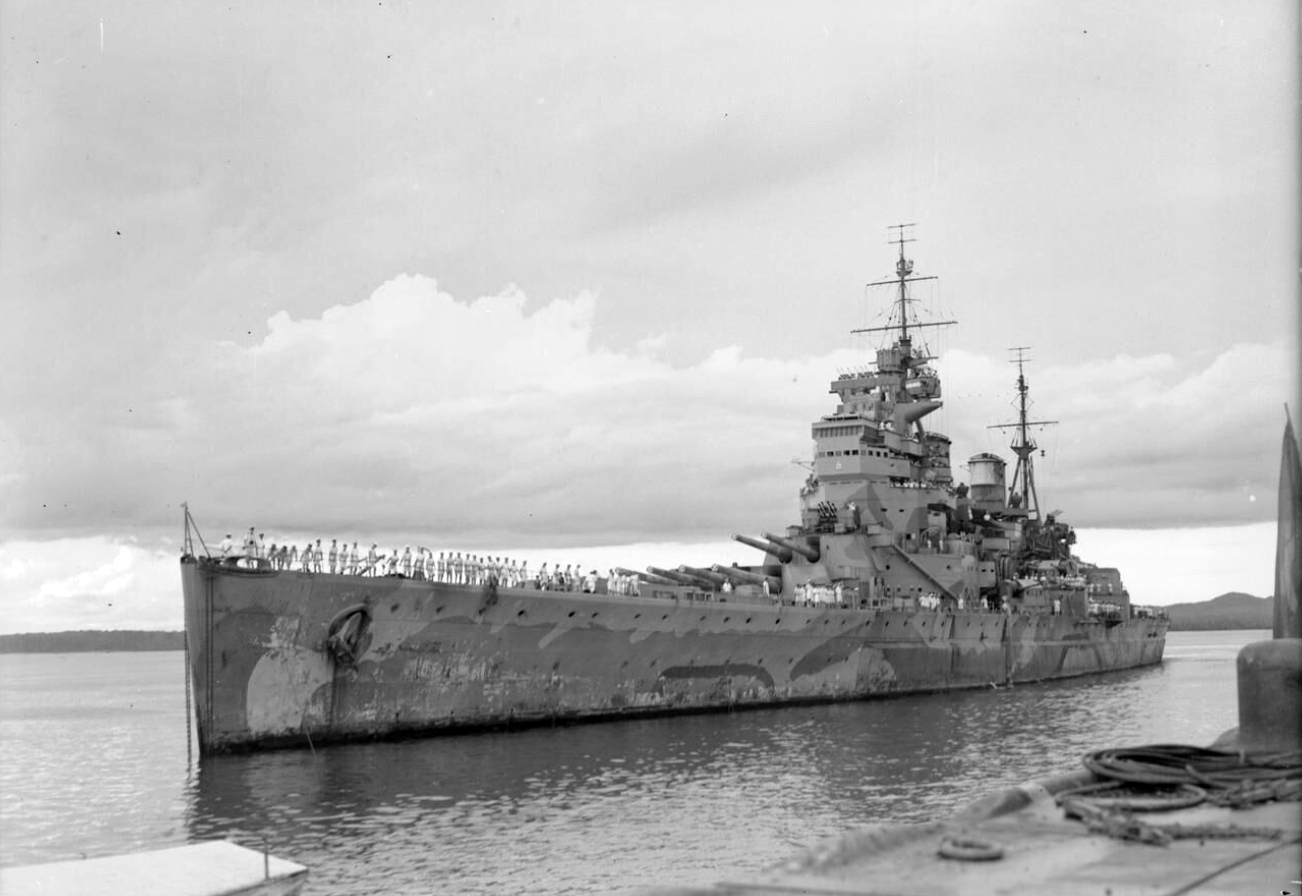
HMS Prince Of Wales à Singapour le 4 décembre 1941

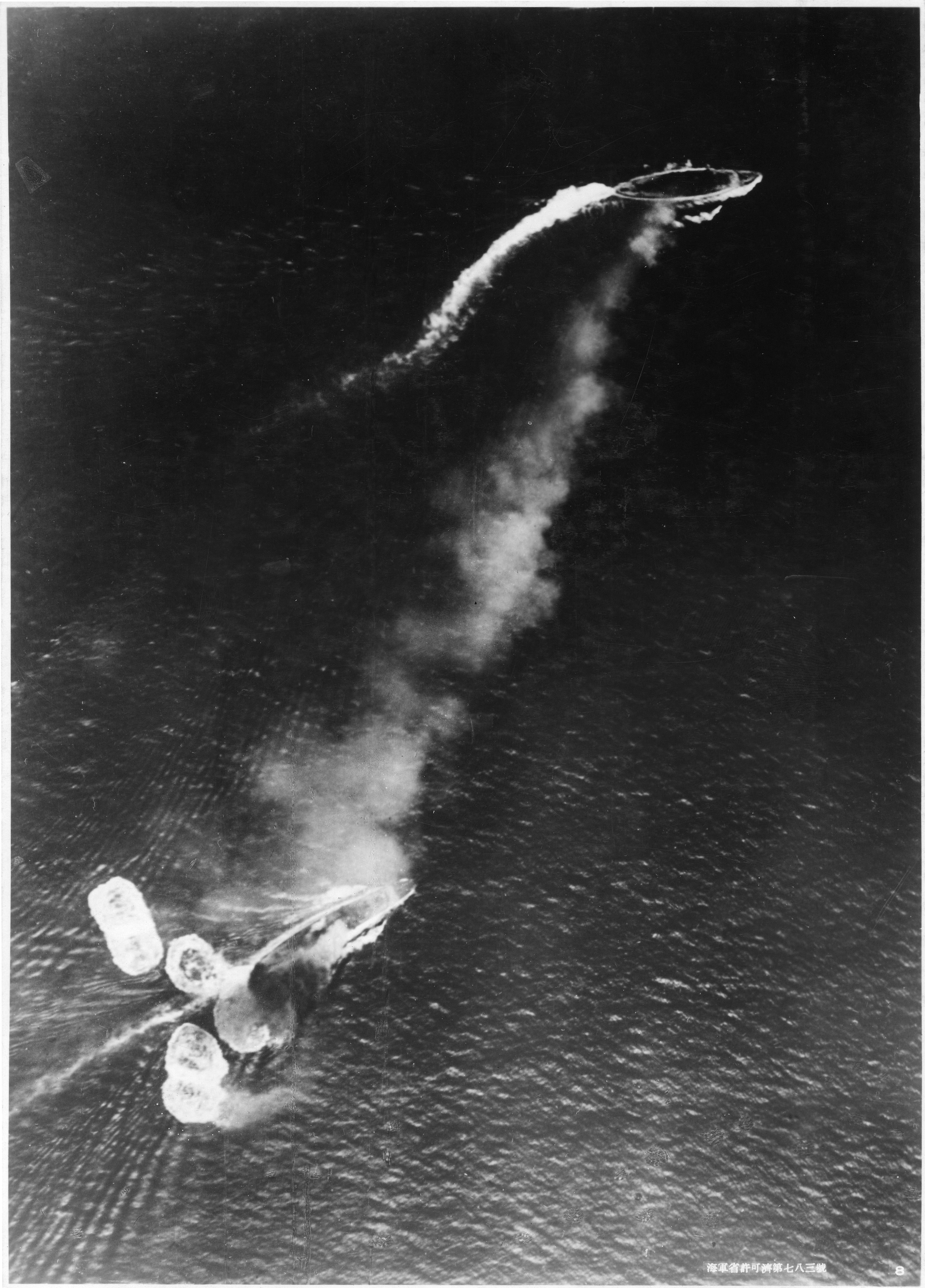
Bombardement japonais sur le HMS Repulse (le HMS Prince of Wales est en haut de la photo), le 10 décembre 1941 (vue depuis le bombardier japonais)

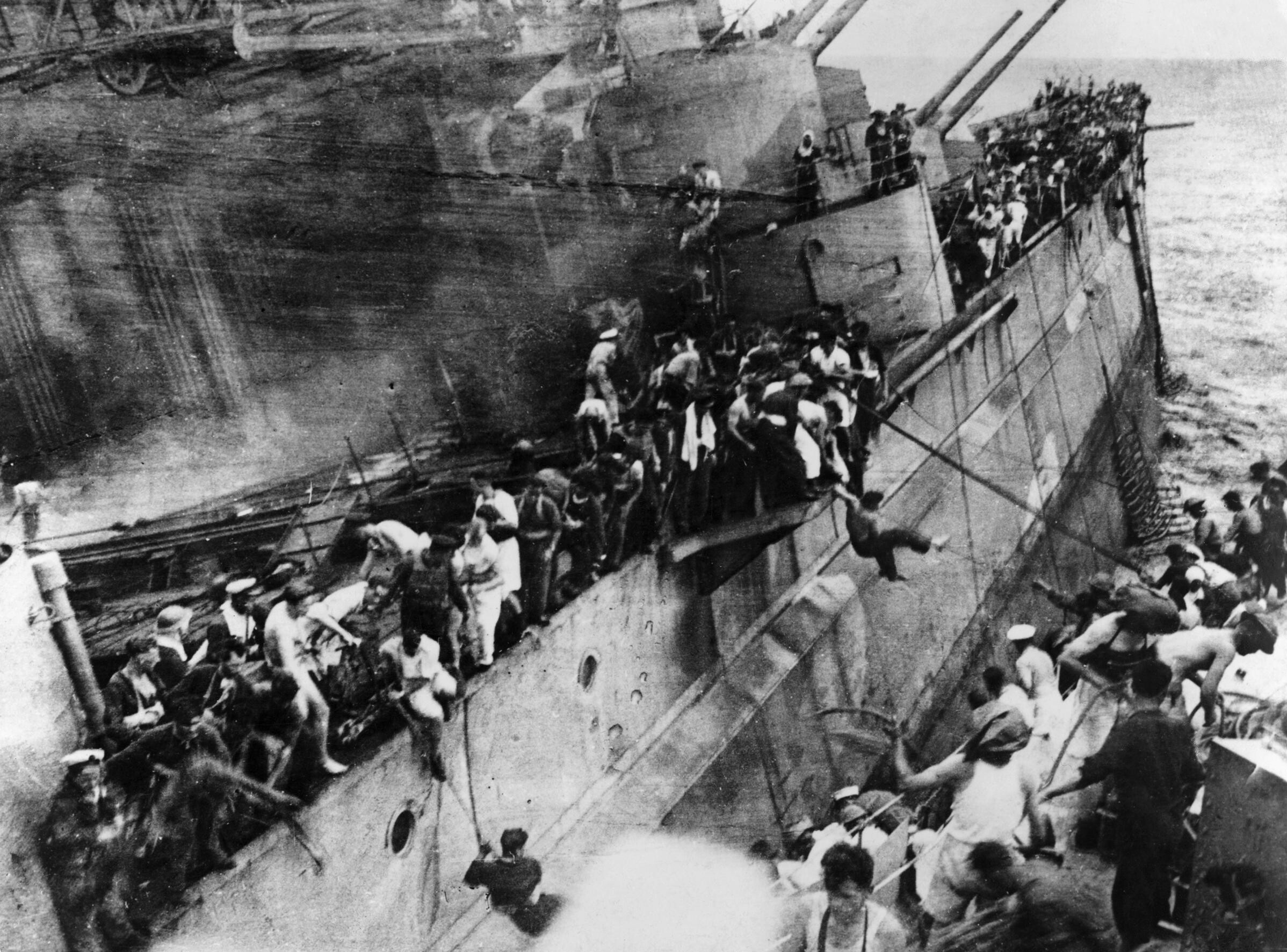
Les marins du Prince of Wales évacuent leur navire en perdition le 10 décembre 1941.

Le 25 octobre, le Prince of Wales et une escorte de destroyers quittèrent les eaux britanniques à destination de Singapour, pour y rejoindre le croiseur de bataille HMS Repulse et le porte-avions HMS Indomitable. L'Indomitable s'échoua cependant au large de la Jamaïque quelques jours plus tard et ne put continuer son trajet. Faisant escale à Freetown et au Cap en Afrique du Sud pour ravitailler, le Prince of Wales s'arrêta également à l'Île Maurice et aux Maldives. Il atteignit Colombo à Ceylan le 28 novembre, rejoint par le Repulse le lendemain. Le 2 décembre, la flotte accosta à Singapour. Le Prince of Wales devint alors le vaisseau amiral de la Force Z, sous le commandement de l'amiral Sir Tom Phillips. L'amiral de la Home Fleet Sir John Tovey s'était opposé à l'envoi de l'un des nouveaux cuirassés de classe King George V car il croyait qu'ils n'étaient pas adaptés pour fonctionner dans les climats tropicaux.
Des convois de troupes japonais furent aperçus pour la première fois le 6 décembre. Deux jours plus tard, des avions japonais attaquèrent Singapour ; bien que les batteries anti-aériennes du Prince of Wales aient ouvert le feu, elles ne marquèrent aucun coup et n'eurent aucun effet sur l'aviation japonaise ce jour. Un signal fut reçu de l'Amirauté à Londres ordonnant à l'escadre britannique de commencer les hostilités, et ce soir-là, confiant qu'une couverture aérienne serait fournie par la présence de la RAF dans la région, l'amiral Phillips se mit en marche. La Force Z comprenait alors le cuirassé Prince of Wales, le croiseur de bataille Repulse et les destroyers HMS Electra, HMS Express, HMS Tenedos et HMAS Vampire.
L'objet de la sortie était d'attaquer les transports japonais à Kota Bharu, mais dans l'après-midi du 9 décembre, le sous-marin japonais I-65 repéra les navires britanniques et dans la soirée, ils furent détectés par une reconnaissance aérienne japonaise. À ce moment-là, il avait été clairement indiqué qu'aucun soutien de combat de la RAF ne serait disponible. À minuit, un signal fut reçu que les forces japonaises débarquaient à Kuantan en Malaisie. La Force Z fut détournée pour enquêter. À 2 h 11 le 10 décembre, la force a de nouveau été aperçue par un sous-marin japonais et à 8 h 0 est arrivée au large de Kuantan, seulement pour découvrir que les débarquements signalés étaient une diversion de la part des forces japonaises qui déclenchèrent alors les hostilités.
Après une première vague à 11 h 33 de 8 bombardiers concentrée sur le Repulse qui ne causa beaucoup de dommages, aux alentours de 11 h 40, 17 bombardiers-torpilleurs Nell (deux escadrons du Genzan Kōkūtai de la 22e flottille aérienne japonaise, basée à Saïgon) approchèrent les deux bâtiments. Huit se concentrèrent sur le Repulse, tandis que neuf attaquèrent le Prince of Wales, envoyant huit torpilles vers le vaisseau amiral. Le Prince of Wales fut endommagé de la même manière que le Bismarck, par une torpille à l'arrière. L'arbre de transmission d'une hélice fut tordu dans l'explosion, détruisant les cloisons étanches en continuant de tourner, ce qui provoqua une voie d'eau dans le compartiment des machines.
Une seconde attaque à la torpille fut conduite par 26 bombardiers-torpilleurs Betty du Kanoya Kōkūtai (de la 21e flottille aérienne japonaise, basée à Saïgon) à environ 12 h 20, le Prince of Wales fut touché par trois autres torpilles sur son côté tribord dont une non seulement perça la coque mais aussi tordit l’arbre extérieur de l'hélice tribord en plus de l'arbre intérieur, stoppant immédiatement le navire. Le Repulse, qui avait alors esquivé 19 torpilles fut frappé par une torpille puis au moins trois autres. Sans blindage anti-torpille, le navire gîta fortement sur bâbord pendant six minutes environ, puis se retourna et coula à 12 h 33, avec de lourdes pertes.
À 13 h 15, l'ordre d'abandonner le Prince of Wales fut donné et, à 13 h 20, le Prince of Wales chavira et coula. Le naufrage fit 327 disparus dont l'amiral Tom Phillips, commandant l'escadre, et le capitaine de vaisseau Leach, commandant du cuirassé.